# Zbilidy
Zbilidy település Csehországban, a Jihlavai járásban. Zbilidy Opatov, Šimanov, Dušejov, Dudín, Ježená, Vyskytná nad Jihlavou és Ústí településekkel határos. Lakosainak száma 218 fő (2024. január 1.).

## Népesség
A település lakosságának változását az alábbi diagram mutatja:
| Lakosok száma | 431  | 442  | 395  | 224  | 153  | 151  | 200  | 211  | 229  | 218  |
|               | 1869 | 1890 | 1921 | 1950 | 1980 | 2001 | 2017 | 2019 | 2022 | 2024 |